# 시마카미촌
시마카미촌(島上村)은 니가타현 니시칸바라군에 있던 촌이다. 

## 역사
- 1901년 11월 1일 - 니시칸바라군 시마카미촌이 성립하였다.
- 1954년 11월 3일 - 지조도정, 구가미촌과 합병해 분스이정이 되어 소멸하였다.

## 참고문헌
- 『市町村名変遷辞典』東京堂出版、1990年。